# 苑夫人
苑夫人（—949年），中國五代十国之南楚恭孝王馬希萼的夫人，桃源人，相傳是齊國大夫苑何忌的後代。苑夫人素有賢行。馬希萼想要篡奪兄弟馬希廣的王位，苑夫人說：“兄弟相爭，勝負都會被天下恥笑”，馬希萼不聽。後來，馬希萼被指王赟在僕射河打敗，輕舟逃遁，苑夫人哭著說：“禍之將至，我不忍心看到。”投井而死。